# Bronchocela burmana
Espèce
Bronchocela burmana est une espèce de sauriens de la famille des Agamidae.

## Répartition
Cette espèce a été observée dans le sud de la Birmanie et aussi en Thaïlande de l'autre côté de la frontière dans le parc national de Kaeng Krachan.